# 권영경
권영경(1973년 12월 3일 ~ )은 대한민국의 배우이다.

## 학력
- 서울예술대학교 연극과

## 경력
- 1992년~ 한국연극배우협회 회원

## 출연

### 방송

#### 드라마
- 2000년 SBS 《달콤한 신부》
- 2002년 SBS 《야인시대》
- 2003년 KBS 1TV 《무인시대》
- 2003년 MBC 《다모》
- 2003년 MBC 《대장금》
- 2004년 MBC 《불새》
- 2004년 SBS 《장길산》
- 2004년 MBC 《영웅시대》
- 2004년 KBS 1TV 《불멸의 이순신》
- 2004년 KBS 2TV 《오! 필승 봉순영》
- 2005년 KBS 2TV 《쾌걸춘향》 - 동대문 엑세서리 가게 사장 역
- 2005년 KBS 2TV 《부활》 - 빵집 사장 역
- 2006년 KBS 1TV 《대조영》
- 2006년 MBC 《환상의 커플》 - 빌리 박을 칭찬하는 캐디 역
- 2007년 SBS 《외과의사 봉달희》 - 폐암 2기인 이길자 환자의 딸 역
- 2007년 MBC《고맙습니다》 - 수술하는 환자의 부인 역
- 2007년 SBS 《황금신부》
- 2007년 KBS 2TV 《며느리 전성시대》
- 2007년 SBS 《조강지처 클럽》
- 2007년 MBC 드라마넷 《별순검 1》
- 2007년 KBS 1TV 《산 너머 남촌에는》 - 대풍 어머니 역
- 2007년 KBS 2TV 《인순이는 예쁘다》
- 2008년 KBS 1TV 《아름다운 시절》
- 2008년 MBC 《뉴하트》 - 수민의 어머니에게 병원비 재촉하는 여자 역
- 2008년 KBS 2TV 《대왕 세종》
- 2008년 SBS 《물병자리》
- 2008년 SBS 《온에어》 - 드라마 '티켓 투 더문' 속 아이스크림 들고 있는 아이의 엄마 역
- 2008년 MBC 《베토벤 바이러스》
- 2008년 MBC 《종합병원 2》
- 2009년 MBC 《하얀 거짓말》
- 2009년 KBS 2TV 《솔약국집 아들들》 - 솔소아과에 온 아이의 보호자, 백화점 침구 매장 직원 역
- 2009년 SBS 《시티홀》
- 2009년 KBS 2TV 《결혼 못하는 남자》 - 여자 클라이언트 역
- 2009년 MBC 《보석비빔밥》
- 2010년 SBS 《산부인과》 - 소아과 진료보러온 아이의 엄마 역
- 2010년 KBS 1TV 《거상 김만덕》
- 2010년 MBC 《글로리아》
- 2010년 SBS 《대물》
- 2010년 SBS Plus 《키스 앤 더 시티》
- 2010년 SBS 《시크릿 가든》
- 2011년 MBC 《마이 프린세스》 - 열나는 아이의 엄마 역
- 2011년 KBS2 《강력반》 - 유명철의 부인 역
- 2011년 MBC 《내 마음이 들리니》 - 방판 교육받으러 온 여자 역
- 2011년 MBC 《애정만만세》
- 2011년 SBS 《보스를 지켜라》
- 2011년 MBC 《심야병원》 - 의사 역
- 2012년 KBS2 《넝쿨째 굴러온 당신》 - 윤빈의 팬 역
- 2012년 MBC 《신들의 만찬》 - 고준영의 새어머니 역 (사진출연)
- 2012년 SBS 《옥탑방 왕세자》 - 간호사 역
- 2012년 KBS 2TV 《내 딸 서영이》 - 가사도우미 역
- 2013년 SBS 《당신의 여자》
- 2013년 SBS 《사건번호 113》
- 2013년 SBS 《너의 목소리가 들려》 - 장혜성의 담임 선생님 역
- 2014년 tvN 《로맨스가 필요해 3》 - 손님 역
- 2014년 JTBC 《12년만의 재회: 달래 된, 장국》 - 환자의 보호자 역
- 2014년 MBC 《왔다! 장보리》 - 강 선생 역
- 2014년 SBS 《너희들은 포위됐다》 - 이응도의 부인 역
- 2014년 MBC 《운명처럼 널 사랑해》 - 미용실 손님 역
- 2014년~2015년 KBS2 《가족끼리 왜 이래》 - 두부가게 손님 역
- 2014년~2015년 MBC 《전설의 마녀》 - 빵집 손님 역
- 2014년~2015년 SBS 《미녀의 탄생》 - 명인 역
- 2014년~2015년 SBS 《달려라 장미》
- 2015년 SBS 《이혼변호사는 연애중》 - 이웃주민 역
- 2015년 KBS 1TV 《가족을 지켜라》
- 2016년 tvN 《응답하라 1988》 - 류동룡의 음식점 감포면옥 2호점 종업원 역
- 2016년 MBC 《워킹 맘 육아 대디》
- 2016년 SBS 《우리 갑순이》
- 2016년 SBS 《푸른 바다의 전설》
- 2017년 SBS 《언니는 살아있다》
- 2017년 MBC 《별별 며느리》
- 2017년 tvN 《세상에서 가장 아름다운 이별》
- 2018년 KBS 2TV 《오늘의 탐정》
- 2018년 KBS 2TV 《하나뿐인 내편》
- 2019년 KBS 1TV 《비켜라 운명아》 - 부동산 사장 역

#### 시트콤
- 2004년 SBS 《압구정 종갓집》
- 2007년 MBC 《거침없이 하이킥!》
- 2007년 MBC 《김치 치즈 스마일》
- 2009년 MBC 《지붕뚫고 하이킥》

#### 재연극
- 2005년 MBC 《현장기록 형사》
- 2014년 MBN 《기막힌 이야기 실제상황》

#### 교양
- 2020년 KBS 1TV 《아침마당》 - 게스트(With 홍승범, 2020.01.13)
- 2020년 MBC 《공부가 머니?》 - 의뢰인(With 홍승범, 2020.04.17)
- 2020년 KBS 1TV 《아침마당》 - 게스트(With 홍승범, 2020.10.05)
- 2020년 JTBC 《부부의 발견 배우자》 - 게스트(With 홍승범, 2020.11.24)
- 2021년 채널A 《설계자들》 - 의뢰인(With 홍승범, 2021.08.28)

#### 예능
- 2020년 채널A / SKY 《다시 뜨거워지고 싶은 애로부부》 - 속터뷰 게스트(With 홍승범, 2020.10.26)

### 영화
- 1999년 《해피엔드》 - 응급실 간호사 역
- 2003년 《이중간첩》 - 한식당 종업원 역
- 2016년 《시간이탈자》 - 서경고 여선생 4 역

### 공연

#### 연극
- 1992년 《땡큐! 하나님》
- 1995년 《마굿간》
- 1998년 《좋은 녀석들》
- 2002년 《살아보고 결혼하자》
- 2005년 《건너가게 하소서》
- 2008년 《사기꾼들》
- 2013년 《유리 동물원》

#### 뮤지컬
- 2008년 《넌센스》
- 2016년 《세모시 옥색 치마》

### 광고
- 2001년 JW중외제약 화콜 골드(With 임성훈)
- 2005년 LG전자 휘센
- 2012년 신한카드